# Disney (cráter)
Disney es un cráter de impacto de 113 km de diámetro del planeta Mercurio. Debe su nombre al animador Walt Disney (1901-1966), y su nombre fue aprobado por la  Unión Astronómica Internacional en 2012.